# هنري ديفيدز
هنري ديفيدز (19 يناير 1980 في جنوب أفريقيا - ) (بالإنجليزية: Henry Davids)‏ هو لاعب كريكت جنوب أفريقي. شارك مع منتخب جنوب أفريقيا الوطني للكريكت. أما مع النوادي، فقد لعب مع Boland (cricket team) ‏ وCape Cobras ‏ ونادي الشماليين للكريكت ‏.

## وصلات خارجية
- هنري ديفيدز على موقع إي آس بي آن كريك إنفو (الإنجليزية)